# Limahl
Christopher Hamill mieux connu sous le nom de Limahl, né le 19 décembre 1958 à Wigan dans le Grand Manchester en Angleterre, est un chanteur et auteur-compositeur-interprète britannique. Il fut le leader du groupe Kajagoogoo avant de faire une carrière solo. Il obtient un succès mondial grâce au titre The NeverEnding Story (BO du film L'Histoire sans fin) en 1984. En mai 2008, le groupe Kajagoogoo se reforme avec Limahl et prépare une tournée.

## Biographie
Limahl est né à Wigan, au nord ouest de Manchester.
Il tente d'abord sa chance comme acteur et suit des cours de chant. Il fait du théâtre, participe à des comédies musicales et obtient un second rôle dans un feuilleton policier. L'artiste chante cependant en parallèle dans diverses formations. Au début des années 80, il est recruté par le groupe Art Nouveau qui cherche un chanteur; le quintet est renommé Kajagoogoo. Le groupe et le chanteur se séparent, malgré le succès, et Limahl obtient deux tubes en solo Only For Love (1983) ainsi que le titre composé par Giorgio Moroder, The NeverEnding Story (1984), thème du film L'Histoire sans fin. Mais le succès décline ; il sort son troisième et dernier album en 1992. 
Limahl retrouve le chemin de la scène à partir de 1997 grâce à ses chansons Too Shy (avec Kajagoogoo) et Neverending Story, redevenues à la mode, et à des compilations rassemblant les titres du chanteur et de son ancien groupe. Il fait son coming out. Il joue un des rôles principaux dans la comédie musicale What a Feeling qui tourne en Grande Bretagne en 2000/2001; ce spectacle évoque les années 80. Deux ans plus tard, il rejoint Kajagoogoo pour chanter deux de leurs succès lors du show télévisé Bands Reunited (en). Cependant, le groupe ne se réconcilie vraiment qu'en 2008 en travaillant sur une tournée et un nouvel EP. Depuis, Limahl ne cesse de faire des apparitions à des festivals ou spectacles autour de la nostalgie des années 80.
En 2019, le chanteur connait un regain de popularité quand son titre Neverending Story est chanté a cappella par Gaten Matarazzo et Gabriella Pizzolo (en) dans un épisode de la  série Stranger Things.

Discographie

### Albums
- 1983 : White Feathers (avec Kajagoogoo)
- 1984 : Don’t Suppose
- 1986 : Colour All My Days
- 1992 : Love Is Blind
- 2004 : Death Defying HeadLines EP (avec Kajagoogoo)

### Compilations
- 1993 : Kajagoogoo & Limahl – The Singles and More
- 1996 : The Best of Limahl
- 2003 : The Very Best of Kajagoogoo & Limahl
- 2009 : Too Shy: The Best of Kajagoogoo & Limahl (Kajagoogoo et Limahl)
- 2012 : The Hits (Kajagoogoo et Limahl)
- 2014 : Original Album Series (Kajagoogoo et Limahl) (Coffret)

### Singles
- 1983 : Too Shy
- 1983 : Ooh To Be Aah
- 1983 : Hang On Now
- 1983 : Only For Love
- 1984 : Too Much Trouble
- 1984 : The NeverEnding Story
- 1984 : Tar Beach
- 1986 : Love In Your Eyes
- 1986 : Inside To Outside
- 1986 : Colour All My Days
- 1990 : Stop
- 1991 : Maybe This Time
- 1992 : Too Shy – 92
- 1992 : Love Is Blind
- 2002 : Love that Lasts
- 2006 : Tell Me Why
- 2008 : Death Defying Headlines
- 2011 : 1983
- 2012 : London for Christmas
- 2020 : One wish for Christmas
- 2020 : Still in Love